# Triển lãm mĩ thuật
Triển lãm mĩ thuật là hoạt động của các nghệ sĩ tạo hình nhằm giới thiệu tác phẩm của mình trước công chúng. Triển lãm mĩ thuật sớm nhất là triển lãm tại phòng Hình vuông (Salon Carré) ở cung điện Luvrơ (Louvre) của các hoạ sĩ thuộc Viện Hàn lâm Hoàng gia Pháp đầu thế kỉ 18. Tại nhiều nước hiện nay, ngoài triển lãm mĩ thuật quốc gia còn có nhiều triển lãm mĩ thuật thuộc các tổ chức nghệ thuật khác nhau. "Triển lãm các hoạ sĩ bị loại" (Salon des refusés) năm 1863 nổi tiếng trong lịch sử mĩ thuật. Có những triển lãm mĩ thuật mang tầm vóc quốc tế được công nhận như triển lãm mĩ thuật tuần kì hai năm một lần ở Venezia, Italia, ở São Paulo, Braxin... Việt Nam bắt đầu có triển lãm mĩ thuật từ thời Pháp thuộc, đáng chú ý là những triển lãm của nhóm FARTA (Ngôi nhà Nghệ thuật Annam) và nhóm Trung tâm Nghệ thuật Annam. Ngay sau ngày tuyên bố độc lập, Nhà nước Việt Nam đã tổ chức nhiều cuộc triển lãm mĩ thuật toàn quốc, kể cả thời kì kháng chiến. Triển lãm 1951 ở núi rừng Việt Bắc, đánh dấu sự chuyển biến mạnh mẽ của giới mĩ thuật trong việc phụng sự nhân dân, phụng sự kháng chiến. Chủ tịch Hồ Chí Minh đã gửi thư cho các hoạ sĩ nhân cuộc Triển lãm này, đề ra những luận điểm cơ bản để xây dựng nền văn hoá - nghệ thuật Việt Nam. Triển lãm mĩ thuật toàn quốc 1958 là lúc đăng quang của tranh sơn mài Việt Nam ở trong nước và trên thế giới. Triển lãm mĩ thuật toàn quốc 1980 đánh dấu sự đổi mới của nghệ thuật tạo hình bắt đầu từ tranh sơn dầu.